# Bebeto de Freitas
Bebeto de Freitas, właśc.Paulo Roberto de Freitas (ur. 16 stycznia 1950 w Rio de Janeiro, zm. 13 marca 2018 w Belo Horizonte) – brazylijski trener siatkarski i działacz sportowy.

## Życiorys
Urodził się 16 stycznia 1950 w Rio de Janeiro.

### Kariera trenerska
Karierę trenerską rozpoczął w 1984 roku zostając trenerem reprezentacji Brazylii, z którą zdobył wicemistrzostwo olimpijskie na turnieju 1984 w Los Angeles oraz brązowy medal igrzysk panamerykańskich 1987 w Indianapolis. Z funkcji zrezygnował po igrzyskach 1988 w Seulu.
W latach 1990–1995 był trenerem Pallavolo Parma z którymi zdobył trzykrotne mistrzostwo Włoch (1990, 1992, 1993), Puchar Włoch (1990, 1992), Puchar Europy Zdobywców Pucharów (1990), Puchar Challenge (1992) oraz Superpuchar Europy w 1990 roku.
W 1996 roku zastąpił Julio Velascę na stanowisku trenera reprezentacji Włoch. Z reprezentacją osiągnął sukcesy na arenie międzynarodowej: triumf w Lidze Światowej (1998), mistrzostwo świata (1998) oraz brązowy medal mistrzostw Europy (1997).

### Działacz sportowy
Był działaczem piłkarskim, prezesem brazylijskich klubów: Atlético Mineiro (1999–2001) i Botafogo (2003–2009).

## Największe sukcesy
- Igrzyska Olimpijskie:
  -  1984 (z Brazylią)
- Liga Światowa:
  -  1998 (z Włochami)
- Mistrzostwa Świata:
  -  1998 (z Włochami)
- Mistrzostwa Europy:
  -  1997 (z Włochami)
- Igrzyska Panamerykańskie:
  -  1987 (z Brazylią)
- Mistrzostwa Włoch:
  -  1990, 1992, 1993 (z Pallavolo Parma)
- Puchar Włoch:
  -  1990, 1992 (z Pallavolo Parma)
- Puchar Europy Zdobywców Pucharów:
  -  1990 (z Pallavolo Parma)
- Puchar Challenge:
  -  1992 (z Pallavolo Parma)
- Superpuchar Europy:
  -  1990 (z Pallavolo Parma)